# Villaveza de Valverde

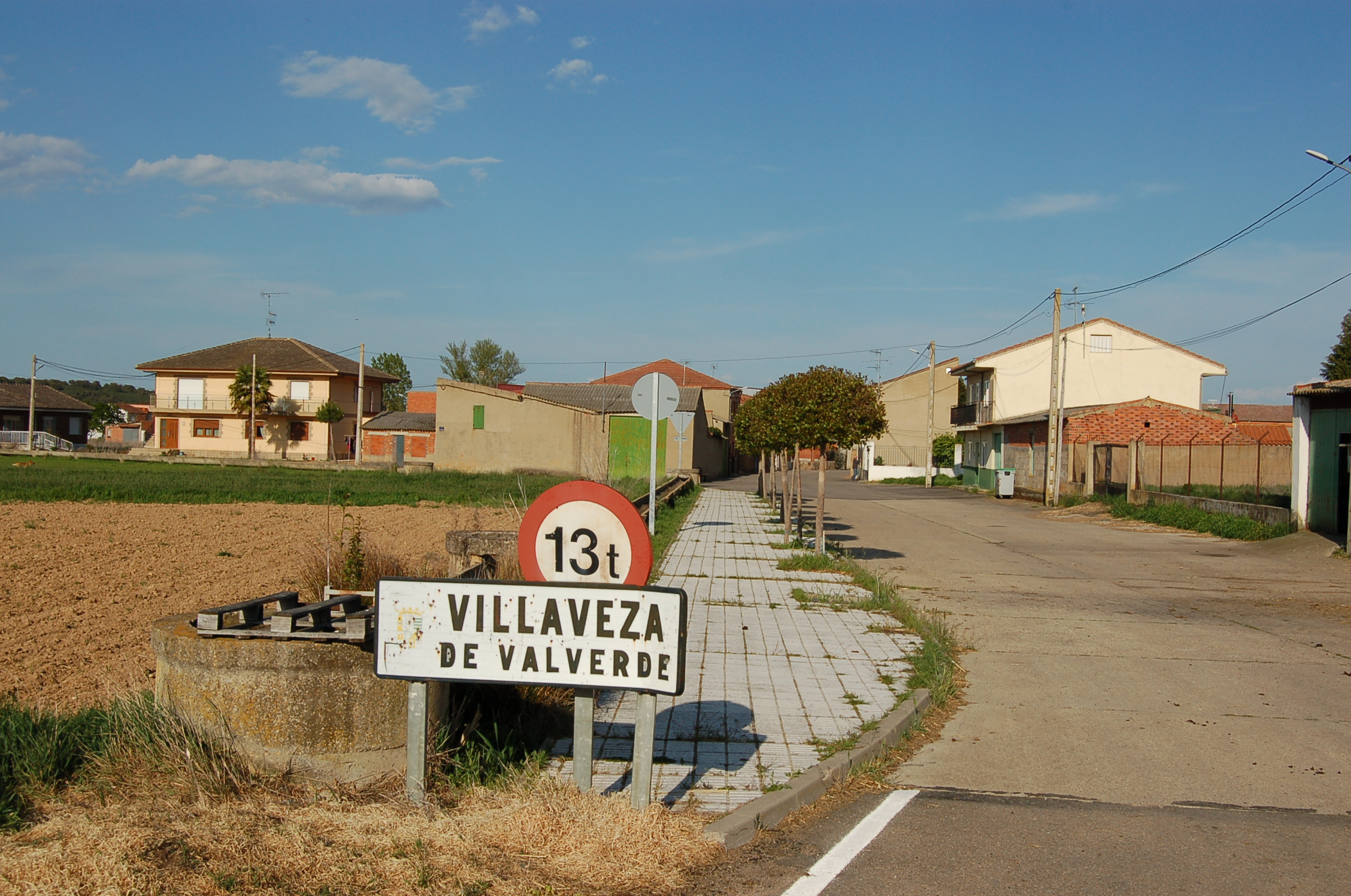
Villaveza de Valverde

Villaveza de Valverde is een gemeente in de Spaanse provincie Zamora in de regio Castilië en León met een oppervlakte van 12,37 km². Villaveza de Valverde telt 89 inwoners (1 januari 2016).

## Demografische ontwikkeling
Bron: INE, 1857-2011: volkstellingen